# Kateřina Mátlová
Kateřina Mátlová (uměleckým jménem Kate Matl, * 13. dubna 1979 Brno) je česká zpěvačka populární hudby.

## Životopis

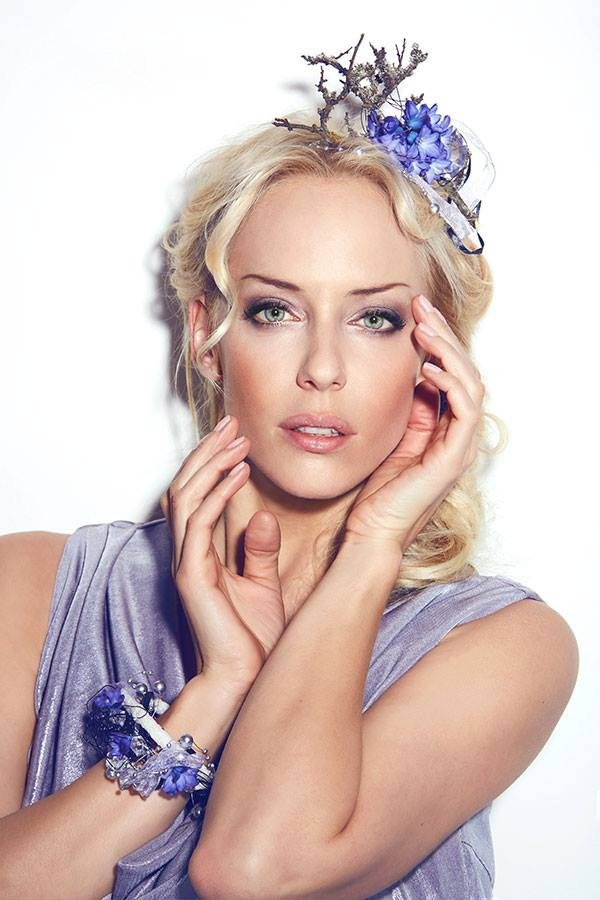

Hudební vlohy zdědila po rodičích – její otec Lubomír Mátl byl sbormistr a matka Jiřina Mátlová je hudební teoretička. Má pět sester, které se také věnují hudbě. K hudbě tak byla vedena od malička. Zpívala v Kühnově dětském sboru, vystupovala v dětském muzikálu Kocour v botách po boku Václava Neckáře, kde odstartovala svou kariéru. Po studiích v Paříži na francouzském Collegue, absolutoriu Konzervatoře Jaroslava Ježka a doprovodného studia Tanečního centra na Univerzitě Karlově v Praze se naplno pustila do zpívání a koncertování, kterému se věnovala již při studiích.
Již během studia ztvárnila role v muzikálech – Vlasy (Marry), Mise koncertní turné v hlavní roli s Danielem Hůlkou, Pomáda (Cha-Cha) v koncertním turné ztvárnila hlavní roli (Sandy), zpívala v muzikálech Karla Svobody Monte Cristo a Dracula kde se alternovala v jedné z hlavních rolí (Ardiana/Sandra) spolu s Ivetou Bartošovou. Účastnila se koncertního turné Mise v hlavní roli s Danielem Hůlkou, spolupracovala také s taneční skupinou Uno (projekty Malá mořská víla a Carmen).
Stala se tváří švýcarského "Locarno Casino" zaštiťující mimo jiné filmový festival "Locarno".[zdroj⁠?!]
V Česku spolupracuje s hudebními producenty jako je Daniel Hádl, František Soukup, Sean Fatboy Slim production), Hendy D., ze zahraničních producentů to jsou pak např. Allan Rich (USA), Michael Jay (LA), Georege Corante (NY), Zippy (D), Chris Reece (CH). Spolu s Dj Tanja La Croix (CH) vydala single In the club on the floor, který se těšil úspěchu na Music Congress Miami.

## Umělecká kariéra

### Zahraničí
V zahraničí koncertovala např. na BMW tour Formule 1 po Evropě a Asii, Peirre-Lang tour v Asii nebo GQ shows po Evropě. Ve Švýcarsku natočila a vydala píseň „In the Club on the Floor“ s DJ Tanja La Croix, v Německu navázala spolupráci se švýcarským hudebníkem DJ BoBo. V roce 2013 vystupovala na jeho evropském tour a následně se stala jeho hlavní zpěvačkou. V roce 2015 DJ Bobo vyrazil na další tour a to opět s Kateřinou Mátlovou po boku. Společně s ním a Michalem Davidem také vystoupila na koncertě v pražské O2 areně.

#### Zahraniční akce
- BMW Sauber Formule 1 tour (Evropa/Asie)
- Rossignol show Paris (Francie)
- Egana Jewellery Show Frankfurt (Německo)
- Lotto Sport Show Treviso (Itálie)
- ISpo Show Munich (Německo)
- Pierre-Lang Tour (Evropa/Asie)
- QS Show Munich (Německo)
- Leinzing Tour (Asie)
- Azimut Vánoční koncert Milano (Itálie)
- International Porsche Show Cape Town (JAR)
- AOL Vánoční koncert Monte Carlo (Monako)[zdroj⁠?!]

### Česká republika

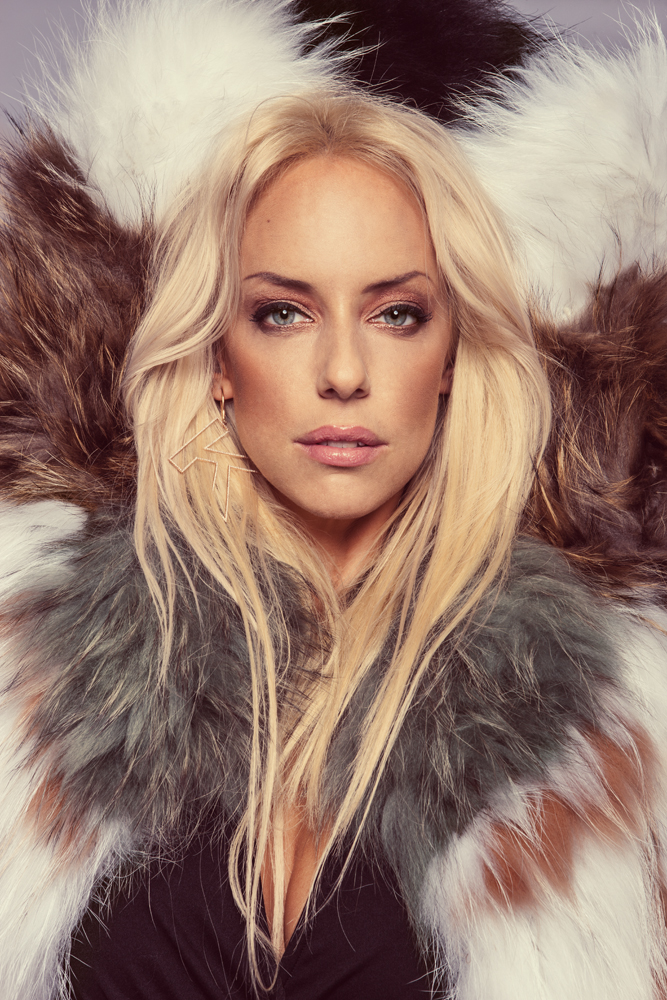

Již v době studií vydala společně s Věrou Špinarovou a dalšími českými zpěvačkami CD kompilaci Co láska si žádá a vystupuje na svých pravidelných „Voice of Budha“ – hudebních večerech.

## Diskografie

### AlbumMono
Na jaře roku 2015 Kateřina Mátlová vydala své debutové EP album s názvem Mono v popovém stylu s prvky electro, které obsahuje dva singly – „Stereo“ a „Song of Forever“. Album vznikalo ve Švédsku, Německu a České republice a spolupracovala na něm s autory tvořícími např. pro Britney Spears nebo Miley Cyrus, Joakim Haukaas a Charlie Mason. K písni „Stereo“ natočila videoklip, jehož režie se ujal emi AD. Tématem tohoto hudebního videa není pouze zdvojování z Mona do Sterea, ale i do dalších rozsáhlejších poloh a dimenzí.

### CD
- 2011: kompilace: Co láska si žádá

### Singly
- 2012: „In the club on the floor“ (CH) s Dj Tanja La Croix

## Muzikály
- 1997: Vlasy (Marry)
- 1998: Mise
- 1999: Pomáda (Sandy. Cha - Cha)
- 2000: Monte Cristo
- 2001–2002: Dracula (Adriana - Sandra)

## Videoklipy
- 2014: Burned Away (režie Kateřina Mátlová)
- 2015: Stereo (režie Yemi AD)

## Zajímavosti
- Pochází z  hudební rodiny věnující se klasické hudbě. Ona jako jediná se prosadila v populární hudbě.
- Vyprodukovala své album s názvem Mono.
- Na její desce Mono je píseň: Song of Forever, kterou napsal Joakim Haukaas na text Charlieho Masona.
- Stala se nejmladší zpěvačkou ztvárňující roli Adriany Sandry v muzikálu Dracula (Karel Svoboda)
- Byla vybrána z 900 účastnic ke spolupráci s DJ BoBo, jehož je stálou zpěvačkou.[zdroj⁠?!]

## Ocenění
- 2002: Miss Formule 1[zdroj⁠?!]
- 2007: International pop contest New Wave[zdroj⁠?!]